# Ride de pression (glace)
Pour les articles homonymes, voir Ride de pression.

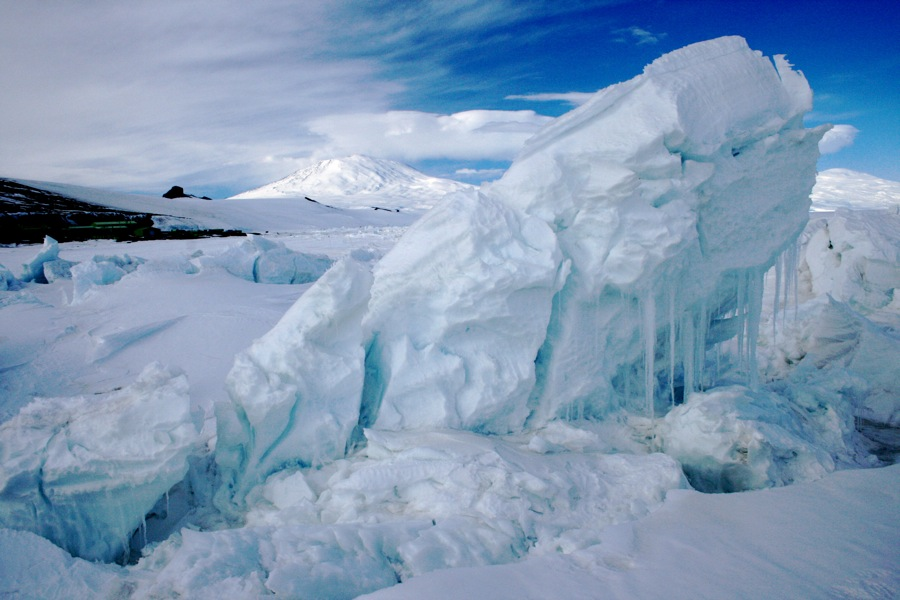
Ride de pression sur la banquise au pied du mont Erebus sur l'île de Ross, en Antarctique.

Une ride de pression est en géomorphologie glaciaire une irrégularité plus ou moins linéaire qui se forme à la surface d'une banquise, que ce soit sur un plan d'eau douce gelé (cas d'un lac) ou sur la mer.

## Formation
Cette formation se produit au cours d'hivers marqués par une alternance de réchauffement et de refroidissement de la surface du plan d'eau. La banquise, en se dilatant et en se contractant successivement, se fracture, créant des plaques dont les bords vont subir des contraintes de pression qui se traduisent par une déformation de la glace au niveau de ces limites de plaques.
Un autre mode de formation de ces rides se rencontre en cas de froid extrême. La glace se contracte suffisamment pour que les fissures entre les plaques se remplissent d'eau liquide qui va geler à son tour. Lorsque les températures remontent, la glace se dilate ce qui crée là aussi une surpression qui forme des rides.
Les rides de pression sont courantes sur la banquise du pôle Nord et constituent en règle générale un obstacle à la progression sur la banquise.

## Référence
- (en) Cet article est partiellement ou en totalité issu de l’article de Wikipédia en anglais intitulé « Pressure ridge (ice) » (voir la liste des auteurs).